# Бодиско, Александр Константинович
Александр Константинович Бодиско (2 апреля 1869, Вашингтон — 13 ноября 1946, Нью-Йорк) — офицер Русской императорской армии, гласный Петербургской городской думы.

## Биография
Родился в Вашингтоне 2 апреля 1869 года. Сын секретаря русской миссии в Вашингтоне камергера и советника Константина Александровича Бодиско и его жены Шарлотты-Елизаветы Бартон. В 1883 году определен в Пажеский корпус. В 1887 году перешёл в младший специальный класс.
10 августа 1889 года из камер-пажей произведён в корнеты Кавалергардского полка, в 1893 году — в поручики. 30 мая 1894 года зачислен в запас гвардейской кавалерии. 5 августа того же года определён на службу в департамент торговли и мануфактур.
В 1895 году переименован в титулярные советники. В 1896 году Петербургским дворянством избран заседателем Петербургской дворянской опеки и депутатом от дворянства для присутствования на Коронации. В 1899 году переведён на службу в министерство иностранных дел, во второй департамент.
В 1903 году пожалован камергером и избран в гласные Петербургской городской думы. В 1904 году избран в гласные Петербургского губернского земского собрания и в гласные Петергофского уездного земского собрания и назначен членом Высочайше учрежденного комитета по усилению русского флота на добровольные пожертвования.
В 1905 году участвовал в ноябрьском съезде земских и городских деятелей в Москве делегатом от Петербургского земства. В 1906 году в числе других учредителей принимал участие в образовании Российского морского союза. В 1907 году пожалован в камергеры.
Во время Первой мировой войны был заведующим мобилизационного отдела Петроградской городской управы. После революции находился в Сибири. В 1919 был бельгийским консулом во Владивостоке. В 1922 прибыл в Нью-Йорк. С 1934 по 1939 состоял членом Совета российских дворян в Америке, в 1939 был избран товарищем председателя организации.
С того же года состоял членом Совета русского исторического общества в Нью-Йорке, председателем Союза пажей и состоял в Объединении кавалергардов в Нью-Йорке. Скончался 13 ноября 1946 года в Нью-Йорке. Похоронен на кладбище Ок-Хилл в Вашингтоне.